# Joachim Ciechanowski
Joachim Ciechanowski OSBM (zm. 4 kwietnia 1719) – duchowny greckokatolicki, od 1716 biskup pińsko-turowski.

## Życiorys
Złożył śluby wieczyste w zakonie bazylianów. Studiował logikę i fizykę w Alumnacie Papieskim w Wilnie w latach 1710-1711. Po objęciu funkcji biskupa, 15 września 1717  napisał list do kanclerza wielkiego litewskiego Karola Stanisława Radziwiłła z prośbą o zwolnienie unickich eparchii z płacenia składek wojskowych.